# National Patriotic Party
De National Patriotic Party (Nederlands: Nationale Patriottische Partij, NPP) is een politieke partij in Liberia die in 1997 werd opgericht door aanhangers van Charles Taylor, president van Liberia van 1997 tot 2003.

## Geschiedenis
De NPP is voortgekomen uit het National Patriotic Front of Liberia (NPFL), een van de strijdende partijen tijdens de Eerste Liberiaanse Burgeroorlog (1989-1996). Na het vredesakkoord dat een einde maakte aan de burgeroorlog besloot de factie die rebellenleider Charles Taylor steunde, zich om te vormen tot een politieke partij met de naam National Patriotic Party (NPP). Bij de algemene verkiezingen van 1997 werd de NPP de grootste partij in de beide huizen van het parlement van Liberia, het Huis van Afgevaardigden en de Senaat. Daarenboven werd Taylor gekozen tot president van de republiek. Onder het bewind van Taylor dat van 1997 tot 2003 duurde brak in 1999 de Tweede Liberiaanse Burgeroorlog uit. In augustus 2003 zag Taylor zich genoodzaakt af te treden en werd hij vervangen door een overgangsregering. Later stond Taylor terecht voor misdaden die gepleegd waren door zijn aanhangers in buurland Sierra Leone. De rechtszaak vond plaats voor het Speciaal Hof voor Sierra Leone in Nederland (Den Haag, Leidschendam) waar hij ook veroordeeld werd.
Bij de algemene verkiezingen van 2005 leed de partij grote verliezen en behield nog maar een beperkt aantal zetels in het Huis van Afgevaardigden en de Senaat over. Presidentskandidaat  Roland Massaquoi kreeg slechts 4% van de stemmen. Bij de verkiezingen van 2011 stabiliseerde de partij qua zetelaantal, maar bij de verkiezingen in 2017 ging de partij weer achteruit. Omdat de partij echter deel uitmaakt van de Coalition for Democratic Change (CDC) van president George Weah, is de partij wel in de regering vertegenwoordigd.
Momenteel (2021) heeft de partij 1 zetel in de Senaat en 3 zetels in het Huis van Afgevaardigden.
Jewel Taylor, de ex-vrouw van Charles Taylor, is sinds 22 januari 2018 vicepresident van Liberia onder president George Weah. Jewel Taylor behoort tot de NPP.

## Presidentskandidaten
| Kandidaat        | Jaar | Stemmen | %     | Gekozen |
| ---------------- | ---- | ------- | ----- | ------- |
| Charles Taylor   | 1997 | 468.443 | 75,33 | Ja      |
| Roland Massaquoi | 2005 | 40,361  | 4,14  | Nee     |
| geen             | 2011 | -       | -     | Nee     |
| geen             | 2017 | -       | -     | Nee     |
| Bron: AED        |      |         |       |         |